# Guerre des émeus
La guerre des émeus, ou Grande Guerre des émeus, est une opération de gestion de la faune nuisible entreprise en Australie à la fin de 1932 pour répondre aux préoccupations de la population du district de Campion (en), en Australie-Occidentale, concernant le nombre d'émeus vivant dans la région, qu'elle affirmait pris de folie. Pour essayer de réduire la population d'émeus, un gros oiseau indigène d'Australie, les soldats du régiment royal de l'Artillerie australienne employèrent deux mitrailleuses, ce qui conduisit les médias à adopter le nom de « Guerre des Émeus » pour parler de l'incident.
Deux campagnes de destruction successives furent un échec, mais les fermiers demandèrent le renouvellement de l'opération en 1934, 1943 et 1948 ; le gouvernement refusa. Il se contenta de prolonger le système de récompenses mis en place depuis 1923, avec une certaine efficacité : en 1934, 57 034 récompenses furent demandées en six mois.
Finalement, vingt ans plus tard, les fermiers optèrent pour la construction de clôtures infranchissables, dans lesquelles le gouvernement australien dépensa des milliers de livres australiennes en 1953.

## Causes
Après la Première Guerre mondiale, le gouvernement australien offre des terres à de nombreux vétérans afin de lancer l'agriculture dans l'Ouest de l'Australie, encore peu exploitée. Pendant la Grande Dépression de 1929, le gouvernement encourage les fermiers à étendre leur culture de blé en promettant des subventions (qu'il n'a finalement jamais pu fournir). Malgré les recommandations et les aides promises, les prix du blé continuent de s'effondrer, et, en octobre 1932, la situation devient tendue car les fermiers s'apprêtent à commencer la récolte en menaçant de ne jamais la distribuer.
Les fermiers font face à un nouveau problème avec l'arrivée d'environ 20 000 émeus, qui migrent comme chaque année vers les littoraux après leur période de reproduction. Les émeus s'installent alors dans les terres agricoles, équipées de réserves d'eau, et commencent à piller les ressources qu'ils y trouvent — principalement dans les champs proches de Chandler et Walgoolan. En plus de consommer le blé, les émeus endommagent les enclos des lapins, qui posent des problèmes supplémentaires.
Les fermiers se plaignent alors des émeus qui ravagent leurs récoltes au ministre de la Défense Sir George Pearce. Puisqu'ils sont vétérans de la Première Guerre mondiale, les fermiers connaissent bien l'efficacité des mitrailleuses, et demandent leur déploiement. Leur requête est acceptée à plusieurs conditions : seuls des militaires doivent utiliser les armes, le déplacement des troupes est financé par le gouvernement Australien, mais c'est aux fermiers de leur fournir de la nourriture, un logement, et de payer les munitions,. Pearce considère que cette mission peut constituer un bon entraînement pour les militaires, même s'il a aussi été remarqué que cela permettrait au gouvernement de se faire bien voir des fermiers d'Australie de l'Ouest, afin d'étouffer le mouvement d'indépendance naissant. C'est dans ce but qu'un cinéaste de la Fox Movietone est engagé.

## La «guerre»
L'intervention militaire est censée commencer en octobre 1932. Elle est menée sous la direction du Major G. P. W. Meredith de la Septième Batterie Lourde du Régiment royal de l'Artillerie australienne. Ses hommes, le Sergent S. McMurray et l'artilleur J. O'Halloran, sont armés de deux mitrailleuses Lewis et 10 000 cartouches de munition,. L'opération est toutefois retardée par une période de pluie qui provoque la dispersion des émeus sur une plus grande surface,. La pluie cesse le 2 novembre 1932, après quoi les troupes sont déployées avec l'ordre d'aider les fermiers et, selon un article de journal, de collecter 100 peaux d'émeu afin que leurs plumes puissent être utilisées pour fabriquer des chapeaux pour l’Australian Light Horse,,.

### Première tentative
Le 2 novembre, les hommes se sont rendus à Campion, où environ 50 émeus avaient été aperçus. Arrivés à portée de mitrailleuse, les militaires ont voulu tendre une embuscade aux oiseaux, mais ceux-ci se sont éparpillés en petit groupes en courant, les rendant difficiles à atteindre. Alors que la première fusillade n'a eu aucune efficacité à cause de la distance, une seconde salve a permis de tuer « un certain nombre » d'émeus. Plus tard le même jour, un petit groupe a été rencontré et « peut-être une douzaine » ont été tués.
Le 4 novembre, Meredith avait monté une embuscade près d'un barrage local, et un groupe d'un millier d'animaux avait été repéré se dirigeant vers les militaires. Cette fois, ceux-ci ont attendu que les oiseaux soient vraiment proches avant de tirer, mais ils n'ont pu en tuer que douze avant que leurs armes ne s'enrayent. Les autres ont réussi à s'enfuir ; aucun autre émeu n'a été vu ce jour-là.
Dans les jours qui ont suivi, Meredith s'est dirigé vers le sud, où les oiseaux avaient la réputation d'être « assez dociles », mais malgré ses efforts les résultats ont été très limités. Le quatrième jour de la campagne, les observateurs de l'armée ont rapporté que « chaque groupe semble avoir son propre meneur maintenant — un grand oiseau à plumes noires de six pieds de haut qui surveille pendant que ses camarades effectuent leur travail de destruction et qui les avertit quand nous approchons ». À un moment, Meredith a même tenté de monter une mitrailleuse sur un camion, ce qui n'a servi à rien puisque le camion n'arrivait pas à approcher les oiseaux et cahotait beaucoup trop pour qu'un artilleur puisse viser. Le 8 novembre, 6 jours après le début des opérations, 2 500 cartouches de munition avaient été consommées, pour un résultat incertain : 50 oiseaux morts selon l'armée, 200 à 500 selon les fermiers. Le rapport de Meredith indique que personne n'a été blessé au cours de la mission.
L'opération ayant été moquée et critiquée, les députés ont débattu de l'opération le 8 novembre. L'inefficacité de l'intervention militaire a conduit au retrait des troupes le même jour.

### Deuxième tentative
Après l'arrêt des opérations, les émeus ont continué d'attaquer les champs. Les fermiers ont redemandé de l'aide, invoquant la sécheresse et la chaleur qui contraignaient les oiseaux à envahir les fermes. Le Premier Ministre James Mitchell a fermement approuvé le retour des interventions militaires. Au même moment, le Commandant de Base a rendu un rapport indiquant que 300 émeus avaient été tués dans les opérations.
Suivant les recommandations de ce rapport, le Ministre de la Défense a approuvé la reprise des opérations le 12 novembre. Il a défendu cette décision face au Sénat en invoquant la menace agricole induite par le nombre des émeus. C'est encore Meredith qui s'est retrouvé chargé des opérations à cause d'un manque apparent d'artilleurs dans l'état.
Reprenant le 13 novembre, les militaires ont rencontré un certain succès les deux premiers jours, tuant 40 émeus. Bien que le troisième jour ait été moins brillant, le 2 décembre les militaires atteignaient le rythme de croisière d'environ 100 oiseaux par semaine. Rappelé le 10 décembre, il a annoncé 986 morts confirmés pour 9860 cartouches de munition. Il a également annoncé 2500 oiseaux morts à la suite de leurs blessures, plus loin. Le 23 août 1935, un article dans le Coolgardie Miner a affirmé que même si l'usage des mitrailleuses avait été « critiqué dans de nombreux milieux, la méthode avait prouvé son efficacité et préservé ce qui restait du blé ».

## Représentations dans la fiction
The Emu War, un film d'action comique inspiré par l'événement, co-réalisé par Lisa Fineberg, John Campbell et Jay Morrissey et produit par Hot Dad Production, est sorti en avant-première au festival de cinéma Monster Fest à Melbourne (Australie) en octobre 2023. Un autre film scénarisé par John Cleese, Monty Franklin, Rob Schneider, Camilla Cleese et Jim Jefferies a été mis en production au tournant de l'année 2024.